# Davis Car Company
Davis Car Company war ein US-amerikanischer Hersteller von Automobilen.

## Unternehmensgeschichte
L. W. Davis plante bereits ab 1917, in die Automobilproduktion einzusteigen. Dazu gab es die Davis Car Company in Seattle im US-Bundesstaat Washington. Wann genau das Unternehmen gegründet wurde, ist nicht überliefert. Präsident war J. M. Finley und Vizepräsident Harry T. Hanover, der auch die Apex Motor Corporation leitete. Im Oktober 1921 wurde bekanntgegeben, dass die Produktion von Automobilen bald beginnen würde. Sie begann 1921. Der Markenname lautete Totem. 1922 endete die Produktion. Insgesamt entstanden mindestens zehn Fahrzeuge, wobei es auch Hinweise auf 60 Fahrzeuge gibt.

## Fahrzeuge
Die Fahrzeuge hatten einen Vierzylindermotor von Herschell-Spillman. Er leistete 38 PS. Ungewöhnlich war die Kraftübertragung mit einem Friktionsgetriebe. Das Fahrgestell hatte 297 cm Radstand. Der offene Tourenwagen bot Platz für fünf Personen. Der Neupreis betrug 1695 US-Dollar.
Leichte Lieferwagen waren zumindest geplant.